# Hinrich Franck
Hinrich Franck (* 8. November 1956 in Hannover) ist ein deutscher Jazzmusiker (Klavier, elektronische Tasteninstrumente, Komposition, Gesang).
Franck studierte Musik an der Hochschule der Künste in Berlin
und der Hochschule für Musik Köln; an letzterer hat er seit 1985 einen Lehrauftrag für Jazzklavier und Comboleitung.
Mit seiner eigenen Gruppe, der Franckband, zu der Werner Neumann, Claus Fischer und Hardy Fischötter gehören, ist Franck seit 1989 aktiv, trat auf internationalen Festivals etwa in Montreal, Zürich, Wien oder Moers auf, führte das Musical „Dufte“ auf und hat sieben CDs in fester Besetzung  veröffentlicht. Neben seiner Haupttätigkeit als Pianist arbeitet er auch als Texter, Arrangeur und Komponist.
Franck arbeitete im Jazzbereich unter anderem mit Wolfgang Engstfeld, Bob Moses, Clark Terry, Thomas Lehn, Reiner Winterschladen, Dirk Raulf und weiteren Musikern der Kölner Szene sowie mit Anke Engelke, Gerd Köster, Stefan Raab und Helge Schneider.

## Diskografie (Auswahl)
- Nützjanix (2018)
- Nicht vor den Kindern – Überm Regenbogen (2006)
- Franckband – Live im Backstage Fulda (2003)
- Franckband – Lieber Gott (2001)
- Franckband – immer ich (1996)
- Franckband – Live (1993)
- Franckband – Dufte (1992)
- Franckband – Looser (1991)
- Franckband – Liebeslieder (1989)